# Hòa Thuận (thị trấn)
Hòa Thuận là một thị trấn thuộc huyện Quảng Hòa, tỉnh Cao Bằng, Việt Nam.

## Địa lý
Thị trấn Hòa Thuận nằm ở phía nam huyện Quảng Hòa, cách trung tâm thành phố Cao Bằng 56 km theo Quốc lộ 3 và có vị trí địa lý:
- Phía đông giáp thị trấn Tà Lùng, xã Đại Sơn và Trung Quốc
- Phía tây giáp xã Tiên Thành
- Phía nam giáp xã Mỹ Hưng
- Phía bắc giáp xã Hạnh Phúc và xã Hồng Quang.

Thị trấn Hòa Thuận có diện tích 37,99 km², dân số năm 2019 là 6.477 người, mật độ dân số đạt 170 người/km².
Thị trấn Hòa Thuận trải dài theo hướng tây bắc - đông nam theo quốc lộ 3.
Các núi chính trên địa bàn thị trấn là núi Bó Kim, núi Bó Xẩng, núi Khung Giảo, núi Lủng Luông, núi Phia Cáy, núi Phia Khao. Ngoài dòng sông Bằng Giang chảy dọc theo chiều dài, thị trấn Hòa Thuận còn có suối Khuổi Lầu.
Các tuyến đường chính của thị trấn là quốc lộ 3, quốc lộ 4A nối với huyện Thạch An và đường liên huyện từ thị trấn Quảng Uyên đi thị trấn Tà Lùng.

## Lịch sử
Địa bàn thị trấn Hòa Thuận hiện nay trước đây vốn là hai xã Hòa Thuận và Lương Thiện thuộc huyện Phục Hòa.
Xã Hòa Thuận được thành lập vào ngày 11 tháng 8 năm 1999 trên cơ sở phần diện tích và dân số còn lại của xã Tà Lùng sau khi thành lập thị trấn Tà Lùng.
Năm 2002, tái lập huyện Phục Hòa trên cơ sở một phần diện tích và dân số của huyện Quảng Hòa. Huyện lỵ huyện Phục Hòa đặt tại xã Hòa Thuận.
Ngày 13 tháng 12 năm 2007, thành lập thị trấn Hòa Thuận trên cơ sở toàn bộ 2.204 ha diện tích tự nhiên và 4.356 người của xã Hòa Thuận.
Ngày 9 tháng 9 năm 2019, Hội đồng Nhân dân tỉnh Cao Bằng ban hành Nghị quyết số 27/NQ-HĐND về việc sáp nhập một số xóm, tổ dân phố thuộc thị trấn Hòa Thuận và xã Lương Thiện.
Đến năm 2019, thị trấn Hòa Thuận có diện tích 22,06 km², dân số là 5.757 người, mật độ dân số đạt 261 người/km², có 10 tổ dân phố, đánh số từ 1 tới 10. Xã Lương Thiện có diện tích 15,93 km², dân số là 720 người, mật độ dân số đạt 45 người/km², có 5 xóm: Bản Sầm, Bản Chang, Lũng Cọ, Lũng Chỉa, Nà Dạ.
Ngày 10 tháng 1 năm 2020, Ủy ban Thường vụ Quốc hội ban hành Nghị quyết số 864/NQ-UBTVQH14 về việc sắp xếp các đơn vị hành chính cấp huyện, cấp xã thuộc tỉnh Cao Bằng (nghị quyết có hiệu lực từ ngày 1 tháng 2 năm 2020). Theo đó, sáp nhập toàn bộ diện tích và dân số của xã Lương Thiện vào thị trấn Hòa Thuận.
Ngày 1 tháng 3 năm 2020, huyện Phục Hòa giải thể để tái lập huyện Quảng Hòa. Thị trấn Hòa Thuận thuộc huyện Quảng Hòa như hiện nay.
Tuy nhiên, thị trấn Hòa Thuận không phải là huyện lỵ huyện Quảng Hòa, huyện lỵ vẫn đặt ở thị trấn Quảng Uyên.

## Hành chính
Thị trấn Hòa Thuận được chia thành 10 tổ dân phố: 1, 2, 3, 4, 5, 6, 7, 8, 9, 10 và 4 xóm: Bản Sầm, Bản Chang, Lũng Cọ, Nà Dạ.